# Trachelas nanyueensis
Espèce
Trachelas nanyueensis est une espèce d'araignées aranéomorphes de la famille des Trachelidae.

## Distribution
Cette espèce est endémique du Hunan en Chine,. Elle se rencontre dans le xian de Hengshan.

## Description
Le mâle paratype mesure 3,20 mm et les femelles de 2,90 à 3,50 mm.

## Systématique et taxinomie
Cette espèce a été décrite par Yin en 2012.

## Étymologie
Son nom d'espèce, composé de nanyue et du suffixe latin -ensis, « qui vit dans, qui habite », lui a été donné en référence au lieu de sa découverte, le mont Nanyue.

## Publication originale
- Yin, Peng, Yan, Bao, Xu, Tang, Zhou & Liu, 2012 : Fauna Hunan: Araneae in Hunan, China. Hunan Science and Technology Press, Changsha, p. 1-1590.